# Legend of the Five Rings
Legend of the Five Rings (ofta förkortad som L5R) är en fiktiv värld skapad 1995 av Alderac Entertainment Group (AEG). Världen beskriver i detalj det fiktiva landet Rokugan, samt mindre detaljerat andra områden och länder i samma värld. Rokugan baseras på det feodala Japan med influenser från andra östasiatiska kulturer. Världen ligger som grund till samlarkortspelet Legend of the Five Rings Collectible Card Game samt även rollspelet Legend of the Five Rings Roleplaying Game. L5R var även kampanjmiljön för expansionen Oriental Adventures till tredje versionen av Dungeons & Dragons.
Det djupa och utvecklande händelseförloppet i L5R är något av det som gör att världen skiljer sig från andra fiktiva spelvärldar. Spelare av samlarkortspelet, och även rollspelet i mindre skala, kan påverka händelseförloppet genom att deltaga i sanktionerade turneringar. Vinnarna av de stora turneringarna tillåts göra väsentliga beslut som kan påverka handlingen många år framåt.
L5R har brutit ny mark inom spelarinteraktion i hobbyspel med deras Race for the Throne. Denna jättesammankomst inträffar under 2007 och 2008, där spelare till både samlarkortspelet och rollspelet kan påverka handlingen för deras klan genom att vinna poäng i olika "inflytelsesfärer". Dessa sfärer kommer under 2008 fastställa den nya kejsaren av Rokugan.

## Spelen

### The Legend of the Five Rings Collectible Card Game
Legend of the Five Rings Collectible Card Game är ett samlarkortspel för två eller fler deltagare (i turneringar vanligtvis två) där varje spelare har två kortlekar á minst 40 kort (tidigare minst 30 kort). Spelet pågår tills en spelare har uppnått ett av flera olika mål och tilldelas därmed vinsten.
Under de officiella turneringarna påverkar spelarna spelets handling. Hur kortlekarna är uppbyggda påverkar direkt livet för de inblandade karaktärerna.

### The Legend of the Five Rings Role-Playing Game
Legend of the Five Rings Roleplaying Game är ett rollspel som uppnått tredje versionen. Alla tre versionerna använde samma regelsystem specialgjort för kampanjmiljön Rokugan. Reglerna mellan versionerna påminner mycket om varandra och gör det möjligt att byta mellan versionerna relativt enkelt. Regelsystemet kallas ofta för d10, "klassiska" eller "Roll & Keep" ("R&K").

### Oriental Adventures
Oriental Adventures publicerades 1985 av TSR, Inc. som en expansion till Advanced Dungeons & Dragons och utspelades i landet Kara-Tur. 2001 återutgav Wizards of the Coast Oriental Adventures som en expansion till föregående års återpublikation av Dungeons & Dragons. Denna nya version av Oriental Adventures gjordes till showcase för de nyliga förvärvade rättigheterna till Legend of the Five Rings.

## Äganderätt
1997 förvärvade Wizards of the Coast Five Rings Publishing Group (FRPG). Den dåvarande licensen stannade kvar och samma utvecklare fortsatte arbetet med Legend of the Five Rings. Alderac Entertainment Group (AEG) fortsatte publiceringen av rollspelet och Wizards tog över publiceringen av samlarkortspelet (som AEG fortsatte utveckla). Under 1999 bytte Legend of the Five Rings ägare ännu en gång när Wizards förvärvades av leksaksjätten Hasbro. Fortfarande var licensen i kraft och förändringarna påverkade utvecklingen av spelet omärkbart.
I slutet av 2000 beslutade Hasbro att sälja Legend of the Five Rings, två år innan AEG:s licens skulle gå ut. Ett halvt år senare vann AEG budgivningen och förvärvade Legend of the Five Rings. Immaterialrätten till L5R ägs i dag av AEG som fortfarande utvecklar och publicerar samlarkortspelet och rollspelet. 2005 släpptes Lotus Edition av kortspelet där Age of Enlightenment-handlingen påbörjades. Den nya Samurai Edition släpptes i juli 2007 och innehåller handlingen i Race for the Throne.